# جرج فیلیپ بردلی رابرتز
جرج فیلیپ بردلی رابرتز (انگلیسی: Philip Roberts; ۵ نوامبر ۱۹۰۶ – ۵ نوامبر ۱۹۹۷) فرد نظامی اهل بریتانیا بود. وی همچنین برندهٔ جوایزی همچون صلیب نظامی شده‌است.